# 伊豆スカイライン

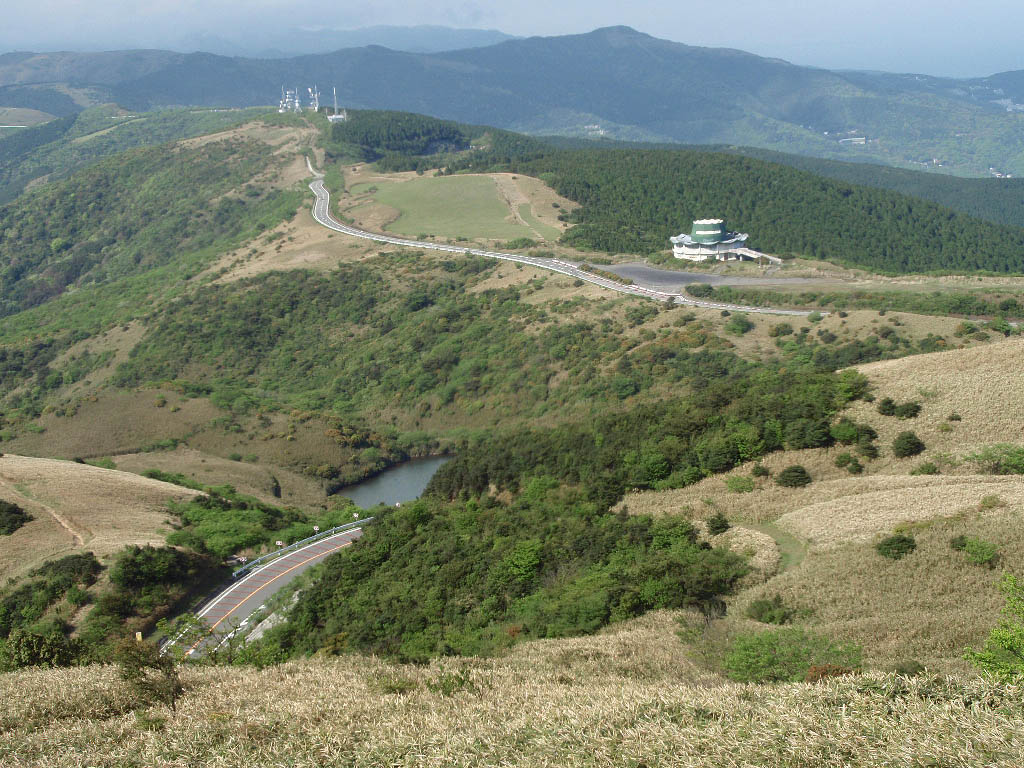
玄岳から伊豆スカイラインを望む

伊豆スカイライン（いずスカイライン）は、静岡県道路公社が経営する一般自動車道事業による有料道路。静岡県田方郡函南町の熱海峠から同県伊豆市の天城高原へ至る。伊豆半島を縦走する延長40.6キロメートル (km) の一般自動車道である。1962年供用開始。
自動車道ナンバリングは 「D10」 が割り振られている。

## 概要

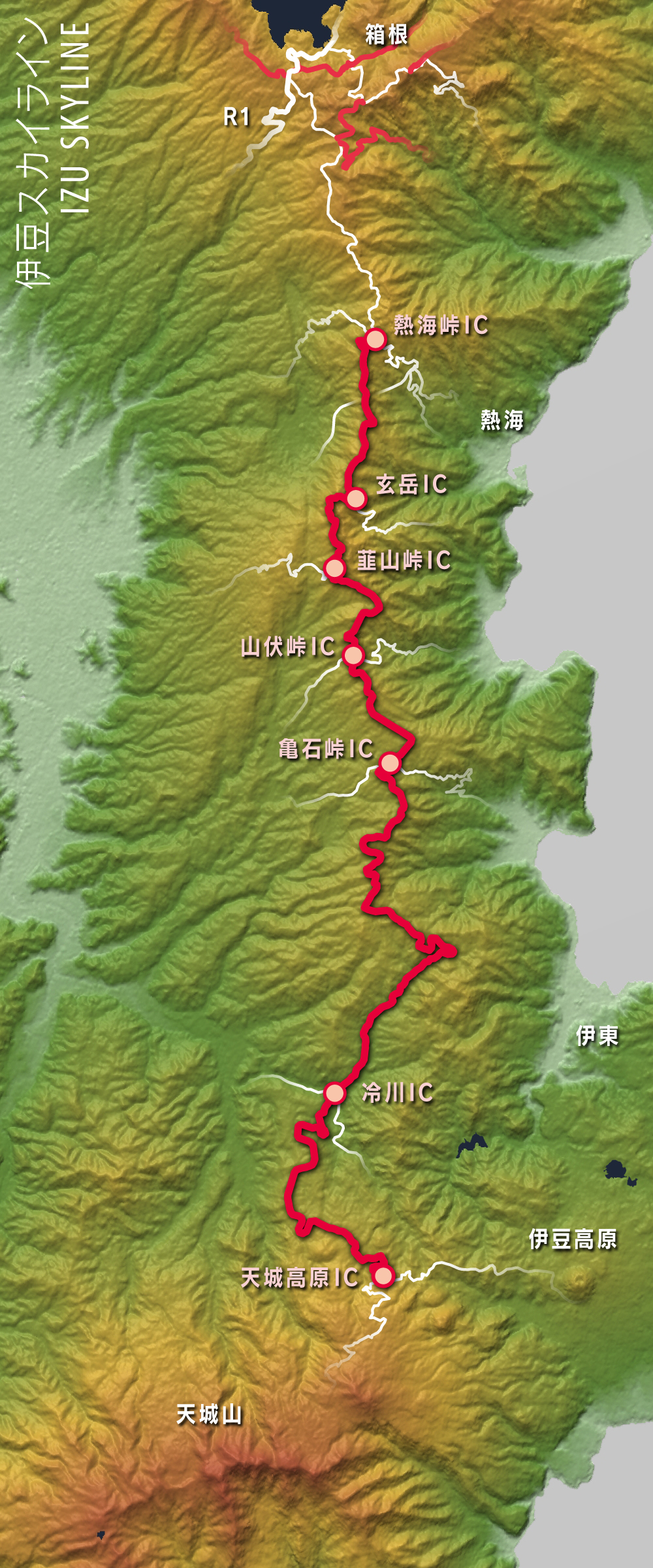
伊豆スカイラインの概略地図

伊豆半島の付け根から、熱海峠と天城高原をつなぐように東側の稜線上に沿って走る有料の山岳道路で、南関東圏や東海地方に住むドライブ好きやツーリングライダーから人気のある定番のドライブコースしてもよく知られる道路でもある。首都圏や東海地方のライダーを中心に、伊豆スカの愛称で親しまれている。
熱海峠より伊豆半島の稜線を縦走し、天城高原、天城峠、猫越峠、土肥峠（船原峠）を経て大瀬崎へ至る“J”字型の道路として計画されたが、現在では東側の熱海峠 - 天城高原間が全線対面通行の2車線の道路として供用されている。東伊豆町など沿線自治体から天城峠までの延伸要望があるとされるものの、具体的な計画は未定である。なお計画線のうち、西側の戸田峠 - 土肥峠間は西伊豆スカイライン、土肥峠 - 風早峠間は県道411号西天城高原線として開通している。

## 沿革
- 1962年（昭和37年）10月1日：熱海峠から巣雲山までの20.3 km間を供用開始[6]。
- 1964年（昭和39年）5月15日：巣雲山から冷川までの11.7 km間を供用開始[6]。
- 1964年（昭和39年）10月1日：冷川から天城高原までの9.5 km間を供用開始[6]。
- 2009年（平成21年）11月1日：伊豆への観光促進と国道135号線の渋滞緩和を目的に、通行料の上限を200円とする社会実験を開始[7]。
- 2011年（平成23年）3月31日：上記の社会実験を終了。
- 2021年（令和3年）7月14日：この日から8月8日まで無料開放。当初は東京オリンピック期間中（7月23日 - 8月8日）大会関係者や観客の移動により国道135号、136号の混雑が予想されることから、迂回を促す目的で無料開放の予定だったが[8]、7月3日に発生した土石流災害による交通への影響を考慮し開放日を繰り上げ[9]。
- 2025年（令和7年）10月1日（予定）：料金所再編による抜本的な通行制度の変更を実施（後述）。

## 路線状況
展望のある景観の優れた観光道路である一方で、東伊豆の海岸沿いに並行し、渋滞することが多い国道135号の抜け道としての利便性の高さも合わせ持っている。さらに、中伊豆・南伊豆・西伊豆方面へのアクセスルート、渋滞時のショートカットルートとしての利便性も併せ持つ。
夜間は料金所に収受員がいないために無料で走行できるが、街灯が全く整備されておらず、道路自体が高地にあって到達に時間がかかり、更に海岸沿いの国道135号の道路渋滞は夜間は緩和されるので走行車は少ない。冬季は積雪・凍結により閉鎖されることもある。
首都圏では一、二を競う人気のあるワインディングロードで、中高速コーナーを主体とする大小の様々なコーナーが連続し、これを目的に休日には首都圏から走りに来る二輪車やスポーツカーが多い。近年は、伊豆スカイラインでの無理な運転による事故が多いことが問題視されており、安全運転が呼びかけられている。一般観光客も多いため、行楽シーズンの日中は混雑することがある。

### 通行料金

#### 現行（2025年3月現在）
通行料金は入口料金所で行き先を告げて料金を支払い、出口料金所で通行券の半券を渡す。料金所は6か所あり、熱海峠料金所（0.2 km）、玄岳料金所（起点から5 km）、韮山峠料金所（同8 km）、亀石峠料金所（同17 km）、冷川料金所（同31 km）、天城高原料金所（同40.6 km）がある。
| 車両区分       | 通常片道利用料金 | 通常往復利用料金 | 往復割引料金 |
| -------------- | ---------------- | ---------------- | ------------ |
| 自動二輪       | 580円            | 1,160円          | 870円        |
| 軽・普通自動車 | 1000円           | 2,000円          | 1,500円      |
| マイクロバス   | 2,500円          | 5,000円          | 3,750円      |
| 大型バス       | 4,040円          | 8,080円          | 6,060円      |
| 大型貨物       | 4,040円          | 8,080円          | -            |

なお過去に、天然ガス自動車、ハイブリッド自動車、メタノール自動車、電気自動車など、自動車検査証で確認できる低公害車及びアイドリングストップ車は、料金所で自動車車検証を掲示することで半額（10円未満切り上げ）で通行できた。ただし、往復割引とは併用できない。

#### 通行制度の変更について
静岡県道路公社は、伊豆スカイラインの通行制度を2025年10月1日を目処に見直す予定と2025年3月7日発表した。具体的には通行券制度の1車種あたり7出入口それぞれ発着の料金テーブルでの複雑な料金を、玄岳料金所・韮山峠料金所・山伏峠料金所を廃止、亀石峠出入口料金所を本線上に移転し、「熱海峠 - 亀石峠料金区間」、「亀石峠 - 冷川料金区間」、「冷川 - 天城高原料金区間」の3つに再編、それぞれの区間で料金を収受する単純化がされる形となるとしている。また、ETC多目的利用サービスのETCXを導入する予定である事も同時に発表された。
2025年7月28日に国土交通省の料金変更の申請の認可が降りたとして、正式に新しい料金制度の開始が2025年10月1日となる事が発表された。

##### 新たな料金（2025年10月1日実施予定）
料金区間の変更と共に、2025年9月30日時点での料金と比較して3割程度の値上げも実施するとしている。また、バスについては車種区分が変更となっているとしている。
| 車両区分               | 熱海峠 - 亀石峠 | 亀石峠 - 冷川 | 冷川 - 天城高原 | （参考） 2025年9月30日（予定）時点での 熱海峠 - 天城高原間の全線片道通行料金 |
| ---------------------- | --------------- | ------------- | --------------- | ---------------------------------------------------------------------------- |
| 二輪                   | 350円           | 350円         | 200円           | 580円                                                                        |
| 軽・小型・普通自動車   | 500円           | 500円         | 300円           | 1,000円                                                                      |
| マイクロバス・路線バス | 1,250円         | 1,250円       | 750円           | -                                                                            |
| 大型貨物               | 2,000円         | 2,000円       | 1,200           | 4,040円                                                                      |

### 道路施設
- 亀石峠ICそばには、休憩施設「スカイポート亀石」（売店・レストラン等）があったが、2021年3月31日をもって閉店した[16]。建屋は解体され、駐車場・トイレ・ドッグランが再整備された[16]。
- 冷川IC近くには、道沿いにいくつかの飲食店が見られる。この付近では住民の生活道路となっており、過去には当道路の一部を路線バスも走っていた。
- 玄岳ICそばには、かつて「玄岳ドライブイン」が存在し、熱海サボテン公園をむすぶ、熱海高原ロープウェイも存在した。2006年頃にNPO法人、フォーエヴェーグリーンが運営する「地球環境とエネルギー資料館」としてオープンしたが、2008年11月末に閉館した。またテレビドラマ「華麗なる一族」のロケ現場にも使われた。

### インターチェンジなど
施設名欄の背景色が■である部分は施設が供用されていない、または完成していないことを示す。
| 施設名                                                                 | 接続路線名                                       | 熱海峠から (km) | 備考                                 | 所在地 | 所在地     |
| ---------------------------------------------------------------------- | ------------------------------------------------ | --------------- | ------------------------------------ | ------ | ---------- |
| 県道20号線経由 箱根新道・箱根ターンパイク 小田原・厚木・横浜・東京方面 |                                                  |                 |                                      |        |            |
| 熱海峠IC                                                               | 静岡県道20号熱海箱根峠線、静岡県道11号熱海函南線 | 0.0             |                                      | 静岡県 | 函南町     |
| 熱海峠料金所                                                           |                                                  | 0.2             | 料金所にトイレ、観光案内所駐車場あり | 静岡県 | 函南町     |
| 玄岳IC                                                                 | 熱海新道                                         | 5.5             |                                      | 静岡県 | 熱海市     |
| 韮山峠IC                                                               | 富士見パークウェイ                               | 9.0             |                                      | 静岡県 | 伊豆の国市 |
| 山伏峠IC                                                               | 静岡県道80号熱海大仁線                           | 12.5            |                                      | 静岡県 | 伊豆の国市 |
| 亀石駐車場                                                             |                                                  |                 | トイレ、ドッグラン併設               | 静岡県 | 伊豆の国市 |
| 亀石峠IC                                                               | 静岡県道19号伊東大仁線                           | 16.5            |                                      | 静岡県 | 伊豆の国市 |
| 亀石峠料金所（仮称）                                                   |                                                  | 16.5            |                                      | 静岡県 | 伊豆の国市 |
| 巣雲山駐車場                                                           |                                                  |                 | トイレ併設                           | 静岡県 | 伊豆市     |
| 冷川IC                                                                 | 静岡県道12号伊東修善寺線                         | 31.1            |                                      | 静岡県 | 伊豆市     |
| 天城高原IC                                                             | 静岡県道111号遠笠山富戸線                        | 40.6            |                                      | 静岡県 | 伊豆市     |

## 地理
熱海峠から天城高原まで伊豆半島の尾根に沿って走るワインディングロードで、小さなアップダウンが続き直線部分は少ない。尾根筋を北から順に、熱海峠、韮山峠、山伏峠、亀石峠と順に通過し、それぞれインターチェンジで静岡県道と接続する。
尾根沿いのため東は相模灘、西に駿河湾、北西に富士山とビューポイントがは数多くあり、滝知山展望台（熱海峠から3.0 km）から韮山峠（同8 km）までの区間は特に展望が良いとされる。沿道には8か所の展望所があり、それぞれ相模灘・駿河湾・富士山を望むことができる駐車場が併設されている。
玄岳IC付近は標高720 mと最も高く、近くにある玄岳駐車場は富士山の眺望が良いポイントで知られる。一方で冷川インターチェンジ付近は標高176 mとこの道路の中では最も低い位置にあり、スカイライン南部にあたるこの周辺は、展望はなく伊豆の山中を走る。冷川から終点・天城高原インターチェンジ（熱海峠から40.6 km、標高632 m）までは一気に標高差456 mを登り、静岡県道111号遠笠山富戸線と接続する。

### 沿線の風景

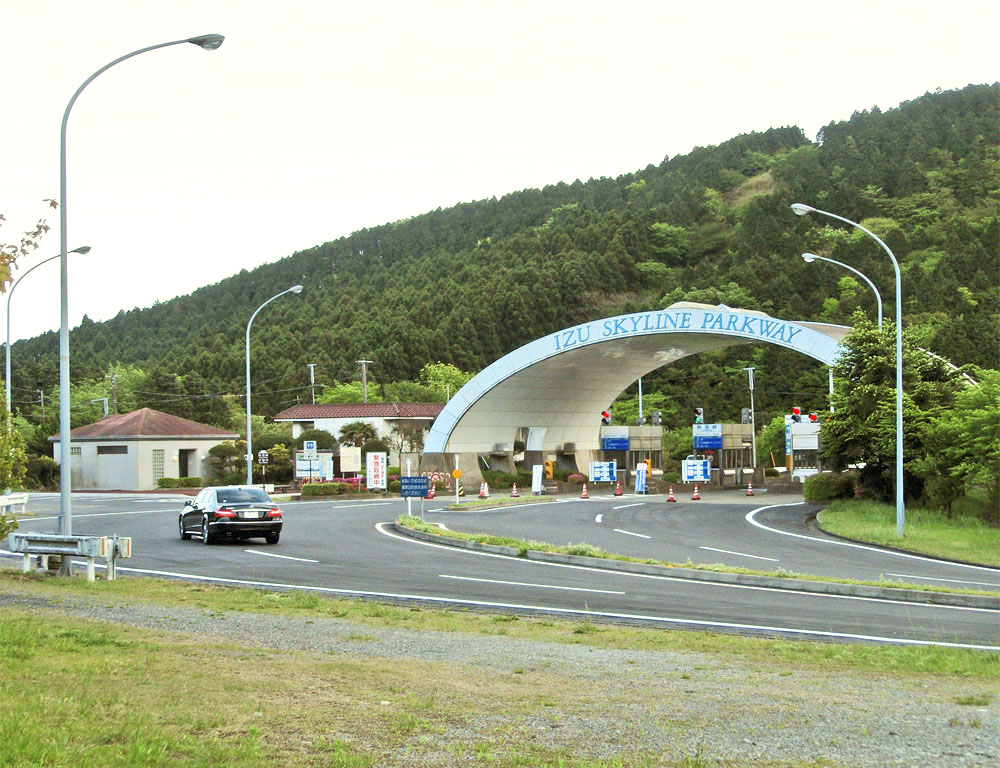
熱海峠インターチェンジ
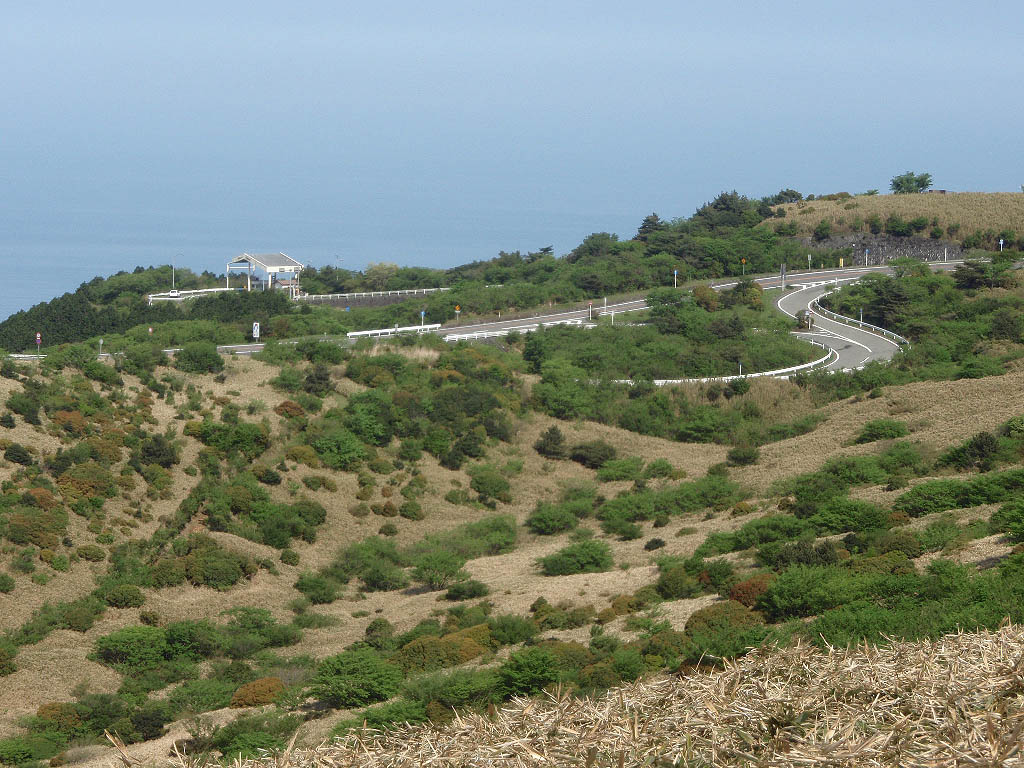
玄岳インターチェンジ
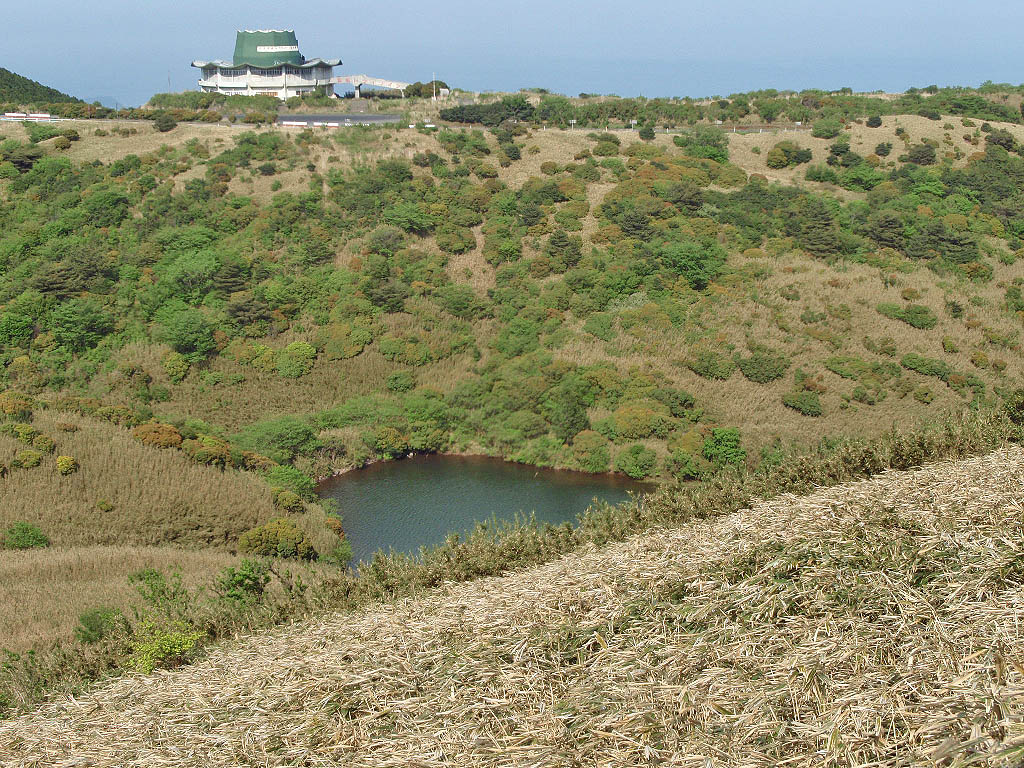
旧玄岳ドライブインと氷ヶ池
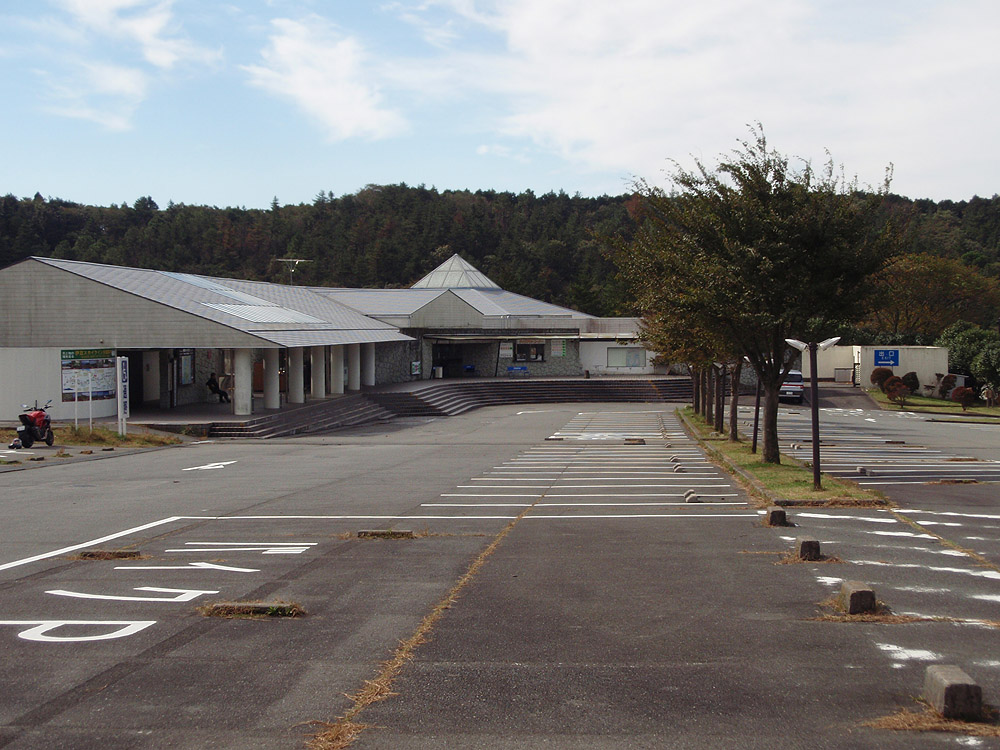
スカイポート亀石